# Chrysomma
Chrysomma es un género de aves paseriformes perteneciente a la familia Sylviidae. Durante mucho tiempo estuvo clasificado en la familia Timaliidae, pero se trasladó a la familia Sylviidae cuando los análisis genéticos demostraron su proximidad con las currucas, y que sus miembros estaba incluso más cercanamente emparentados con los picoloros.

## Especies
El género contiene dos especies:
- Chrysomma altirostre - timalí de Jerdon;
  - Chrysomma altirostre altirostre - timalí de Jerdon birmano (extinto en la década de 1940);
- Chrysomma sinense - timalí ojigualdo;